# Thomas Lemke (Soziologe)

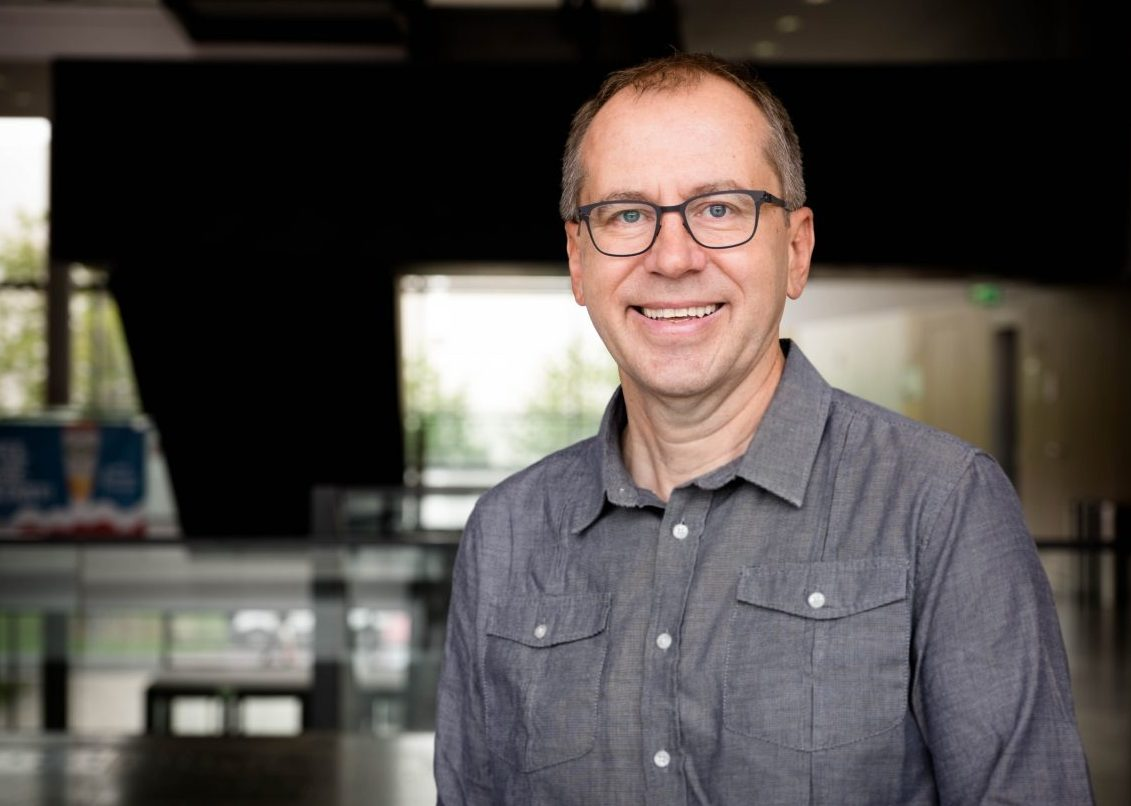
Thomas Lemke (2019)

Thomas Lemke (* 24. September 1963 in Bad Lauterberg im Harz) ist Professor für Soziologie mit dem Schwerpunkt Biotechnologie, Natur und Gesellschaft am Fachbereich Gesellschaftswissenschaften der Universität Frankfurt. Seit 2020 ist er Mitglied im Bioökonomierat der Bundesregierung.

## Werdegang
Lemke studierte Politikwissenschaft und Soziologie an der Goethe-Universität Frankfurt am Main, der University of Southampton und an der Université Paris 1 Panthéon-Sorbonne. 1996 promovierte er an der Goethe-Universität Frankfurt am Main mit einer Arbeit zu Michel Foucaults „Kritik der politischen Vernunft“ (bei Joachim Hirsch und Alex Demirović). Anschließend war er als wissenschaftlicher Assistent an der Bergischen Universität Wuppertal und Mitarbeiter am Frankfurter Institut für Sozialforschung, bei dem er bis heute Mitglied ist. 2006 habilitierte er an der Bergischen Universität Wuppertal und erhielt die Venia Legendi im Fach Soziologie. 2007 wurde er mit einem Heisenbergstipendium der Deutschen Forschungsgemeinschaft ausgezeichnet, ein Jahr später erhielt er eine Heisenberg-Professur mit dem Schwerpunkt Biotechnologie, Natur und Gesellschaft am Fachbereich Gesellschaftswissenschaften der Goethe-Universität Frankfurt am Main. Lemke hatte zahlreiche Fellowships und Gastprofessuren an ausländischen Universitäten: Goldsmiths, University of London (2001), der New York University (2003) und der Copenhagen Business School (2008).

## Werk
In seiner Dissertation rekonstruierte Lemke Michel Foucaults Vorlesungen aus den Jahren 1978 und 1979 und dessen Konzept der Gouvernementalität im Kontext seines Werkes. Dabei zeigte er vor allem die systematische Verbindung von Foucaults Arbeiten zu antiken Selbsttechniken und zur modernen Regierungskunst. Machtausübung als Regieren verstanden, umfasst für Lemke immer sowohl Herrschaftstechnologien als auch Technologien des Selbst. Lemke lieferte damit die international erste systematische Rekonstruktion der bis dahin unveröffentlichten Vorlesungen. Durch zahlreiche Veröffentlichungen – meist in Kollaboration mit Susanne Krasmann und Ulrich Bröckling – über Foucaults Konzept wurde Lemke zu einem prominenten Vertreter der studies of governmentality. Lemkes Ansatz zeichnet sich dadurch aus, dass er Foucaults Gouvernementalitätsansatz mit Debatten der marxistischen Staatstheorie der 1970er Jahre (insb. Louis Althussers Theorie ideologischer Staatsapparate, der Regulationstheorie von Nicos Poulantzas und der Theorie des Sozialstaats von Claus Offe) in Verbindung bringt.
Lemke widmet sich verstärkt Fragen der Biopolitik sowohl aus theoretischer wie aus empirischer Perspektive. So hat er sich intensiv mit den Arbeiten zu Biopolitik und Bio-Macht von Michel Foucault, Donna Haraway, Giorgio Agamben, Michael Hardt und Antonio Negri beschäftigt. In kritischer Weiterentwicklung dieser Ansätze hat er empirische Studien zu genetischer Diskriminierung, prädikativen Gentests, DNA-Analysen in Einwanderungsverfahren und zum Einsatz von Biomarkern in der Psychiatrie durchgeführt. Darüber hinaus forscht er aktuell auch zur Rolle von Kryokonservierung in den Lebenswissenschaften und ihren Auswirkungen auf die Gesellschaft.

## Schriften (Auswahl)

### Monographien
- T. Lemke: Eine Kritik der politischen Vernunft – Foucaults Analyse der modernen Gouvernementalität. 5. Auflage. Argument Verlag, Hamburg/ Berlin 2011, ISBN 978-3-88619-251-9.
- T. Lemke: Die Polizei der Gene. Formen und Felder genetischer Diskriminierung. Campus, Frankfurt am Main/ New York 2006.
- T. Lemke: Biopolitik zur Einführung. Junius Verlag, Hamburg 2007.
- T. Lemke: Gouvernementalität und Biopolitik. 2. Auflage. Verlag für Sozialwissenschaften. Wiesbaden 2008.
- R. Kollek, T. Lemke: Der medizinische Blick in die Zukunft. Gesellschaftliche Implikationen prädiktiver Gentests. Campus-Verlag, Frankfurt am Main/ New York 2008.
- T. Lemke: Foucault, Governmentality, and Critique. Paradigm Publishers, Boulder, CO/ London 2011.
- mit Katharina Hoppe: Neue Materialismen zur Einführung. Junius, Hamburg 2021, ISBN 978-3-96060-322-1.

### Herausgeberschaften
- U. Bröckling, S. Krasmann, T. Lemke (Hrsg.): Gouvernementalität der Gegenwart. Studien zur Ökonomisierung des Sozialen. 5. Auflage. Suhrkamp, Frankfurt am Main 2010.
- U. Bröckling, S. Krasmann, T. Lemke (Hrsg.): Glossar der Gegenwart. 4. Auflage. Suhrkamp, Frankfurt am Main 2009.
- S. Bauer, T. Heinemann, T. Lemke (Hrsg.): Science and Technology Studies. Klassische Positionen und aktuelle Perspektiven. Suhrkamp, Berlin 2017.
- Josef Barla, Vicky Kluzik, T. Lemke (Hrsg.): Biokapital. Beiträge zur Kritik der politischen Ökonomie des Lebens, Frankfurt und New York 2022, ISBN 978-3-59351-516-8 (Open-Access-Zugang zur PDF).
- U. Bröckling, S. Krasmann, T. Lemke (Hrsg.): Glossar der Gegenwart 2.0. Suhrkamp, Berlin 2024, ISBN 978-3-518-12843-5.

### Artikel
- T. Lemke: Neoliberalismus, Staat und Selbsttechnologien. Ein kritischer Überblick über die governmentality studies. In: Politische Vierteljahresschrift. Band 41, Nr. 1, 2000, S. 31–47. doi:10.1007/s11615-000-0003-8
- T. Lemke: The Birth of Bio-Politics” – Michel Foucault’s Lecture at the Collège de France on Neo-Liberal Governmentality. In: Economy & Society. Band 30, Nr. 2, 2001, S. 190–207. doi:10.1080/713766674
- T. Lemke: An indigestible meal? Foucault, governmentality and state theory. In: Distinktion. Scandinavian Journal of Social Theory. Band 15, 2007, S. 43–64. doi:10.1080/1600910X.2007.9672946
- T. Lemke: Critique and experience in Foucault. In: Theory, Culture & Society. Band 28, Nr. 4, 2011, S. 26–48. doi:10.1177/0263276411404907
- T. Heinemann, T. Lemke: Suspect families: DNA kinship testing in German immigration policy. In: Sociology. Band 47, Nr. 4, 2013, S. 810–827. doi:10.1177/0038038512454352